# Saint-Georges-de-Reintembault
Saint-Georges-de-Reintembault är en kommun i departementet Ille-et-Vilaine i regionen Bretagne i nordvästra Frankrike. Kommunen ligger i kantonen Louvigné-du-Désert som tillhör arrondissementet Fougères-Vitré. År 2022 hade Saint-Georges-de-Reintembault 1 524 invånare.

## Befolkningsutveckling
Antalet invånare i kommunen Saint-Georges-de-Reintembault
Referens:INSEE